# Francisco Figueroa
Francisco Alberto Figueroa Serantes (Montevideo, 21 luglio 1906 – 5 maggio 2001) è stato un pallanuotista uruguaiano che ha partecipato alle Olimpiadi estive del 1936.